# Nidhauli Kalan
Nidhauli Kalan è una suddivisione dell'India, classificata come nagar panchayat, di 7.500 abitanti, situata nel distretto di Etah, nello stato federato dell'Uttar Pradesh.